# Thomas Helsby
Thomas Helsby (4 tháng 4 năm 1904 – 29 tháng 8 năm 1961) là một cầu thủ bóng đá người Anh từng thi đấu ở vị trí right half.

## Sự nghiệp
Sinh ra ở Runcorn, Helsby chơi bóng cho Rhyl Athletic, Wigan Borough, Ellesmere Port Town, Northwich Victoria, Runcorn, Cardiff City, Bradford City, Swindon Town, Hull City và Newport County.
Helsby ký hợp đồng với Bradford City vào tháng 3 năm 1931 từ Cardiff City, rời câu lạc bộ vào tháng 6 năm 1933 để đến với Swindon Town. Trong thời gian với Bradford City ông có 34 lần ra sân ở Football League, cũng như 1 lần ra sân ở Cúp FA.